# 斯托尼里奇 (印第安納州)
斯托尼里奇（英語：Stony Ridge）是位於美國印第安納州科西阿斯科縣的一個非建制地區。該地的面積和人口皆未知。